# Съдебен активизъм
Съдебен активизъм е термин, който описва съдебното правораздаване, което влиза под подозрение, че е правено на базата на лични или политически съображения, отколкото на базата на съществуващия закон. Понякога се използва като антоним на съдебното самоограничаване . Дефиницията на съдебния активизъм и кои специфично съдебни решения са „активистки“ е спорен политически въпрос, особено в САЩ и страните възприели англосаксонската правна система на общото право. Въпросът за съдебния активизъм е тясно свързан с конституционното тълкувание, правоприлагането и разделението на властите.